# Loyané
Loyané ou Lojane (en macédonien Лојане, en albanais Llojani) est un village du nord de la Macédoine du Nord, situé dans la municipalité de Lipkovo. Le village comptait 2682 habitants en 2002. Il est majoritairement albanais.
Loyané est connu en Macédoine du Nord pour être un important point de transit d'immigrés clandestins qui tentent d'y traverser la frontière de la Serbie avant de rejoindre la Hongrie, membre de l'espace Schengen.

## Démographie
Lors du recensement de 2002, le village comptait :
- Albanais : 2668
- Bosniaques : 3
- Autres : 11